# ویرسبرگ
ویرسبرگ (به آلمانی: Wirsberg) یک شهر در آلمان است که در کولمباخ واقع شده‌است. ویرسبرگ ۱٬۹۷۲ نفر جمعیت دارد.